# Koryčany
Koryčany (in tedesco Koritschan) è una città della Repubblica Ceca facente parte del distretto di Kroměříž, nella regione di Zlín.